# Until All The Ghosts Are Gone
Until All The Ghosts Are Gone – szósty, studyjny album szwedzkiej grupy wykonującej rock progresywny Anekdoten, wydany w 2015. Kompozytorem wszystkich utworów jest Nicklas Barker. Autorem wszystkich tekstów Jan Erik Liljeström.

## Lista utworów
Album zawiera następujące utwory:
| Nr | Tytuł                         | Długość |
| -- | ----------------------------- | ------- |
| 1. | Shooting Star                 | 10:10   |
| 2. | Get Out Alive                 | 7:32    |
| 3. | If It All Comes Down To You   | 5:52    |
| 4. | Writing On The Wall           | 9:03    |
| 5. | Until All The Ghosts Are Gone | 5:07    |
| 6. | Our Days Are Numbered         | 8:36    |

## Muzycy
Twórcami albumu są:
- Nicklas Barker - gitara elektryczna i akustyczna, melotron, organy, wibrafon, śpiew
- Anna Sofi Dahlberg - melotron, organy
- Jan Erik Liljeström - gitara basowa, śpiew
- Peter Nordins - perkusja, instrumenty perkusyjne, wibrafon

W tworzeniu albumu gościnny udział wzięli również:
- Per Wiberg - organy w Shooting Star
- Theo Travis - flet w If It All Comes Down To You i Until All The Ghosts Are Gone
- Marty Willson-Piper - gitara prowadząca, elektryczna i akustyczna gitara 12-strunowa w Until All The Ghosts Are Gone
- Gustav Nygren - saksofon w Our Days Are Numbered